# جان بول بينيدا
جان بول بينيدا (24 أبريل 1989 بسانتياغو في تشيلي - ) (بالإسبانية: Jean Paul Jesús Pineda Cortés)‏ هو لاعب كرة قدم تشيلي في مركز الهجوم. شارك مع منتخب تشيلي تحت 20 سنة لكرة القدم ومنتخب تشيلي لكرة القدم. أما مع النوادي، فقد لعب مع كولو-كولو ونادي بالستينو ونادي قرطبة ويونيون إسبانيولا ونادي كوبريسال ونادي كوبريلوا ويونيون لا كاليرا ورينجرز دي تالكا.

## وصلات خارجية
- جان بول بينيدا على موقع قاعدة بيانات كرة القدم.إي يو (الإنجليزية)
- جان بول بينيدا على موقع ناشيونال فوتبول تيمز (الإنجليزية)
- جان بول بينيدا على موقع Soccerbase.com (لاعب) (الإنجليزية)
- جان بول بينيدا على موقع Soccerway.com (الإنجليزية)
- جان بول بينيدا على موقع عالم كرة القدم.نت (الإنجليزية)
- جان بول بينيدا على موقع AS.com (الإسبانية)